# Aloys Pollender
Franz Aloys Antoine Pollender, né le 26 janvier 1799 à Barmen (aujourd'hui un district de  Wuppertal), et mort le 16 août 1879 dans la même ville, est un médecin allemand.

## Biographie
Aloys Pollender effectua en 1827 un apprentissage en pharmacie à Lindlar où il était désireux de s'installer comme médecin. Mais la petite ville comptait déjà deux médecins en activité, ce qui le décida à partir pour Wipperfürth. C'est là qu'il fit, en 1849 la découverte du bacille du charbon (Bacillus anthracis). Celle-ci ne fut toutefois publiée qu'en 1855, cinq ans après le travail de Rayer et Davaine (1850).